# أرشيف دوبروفنيك

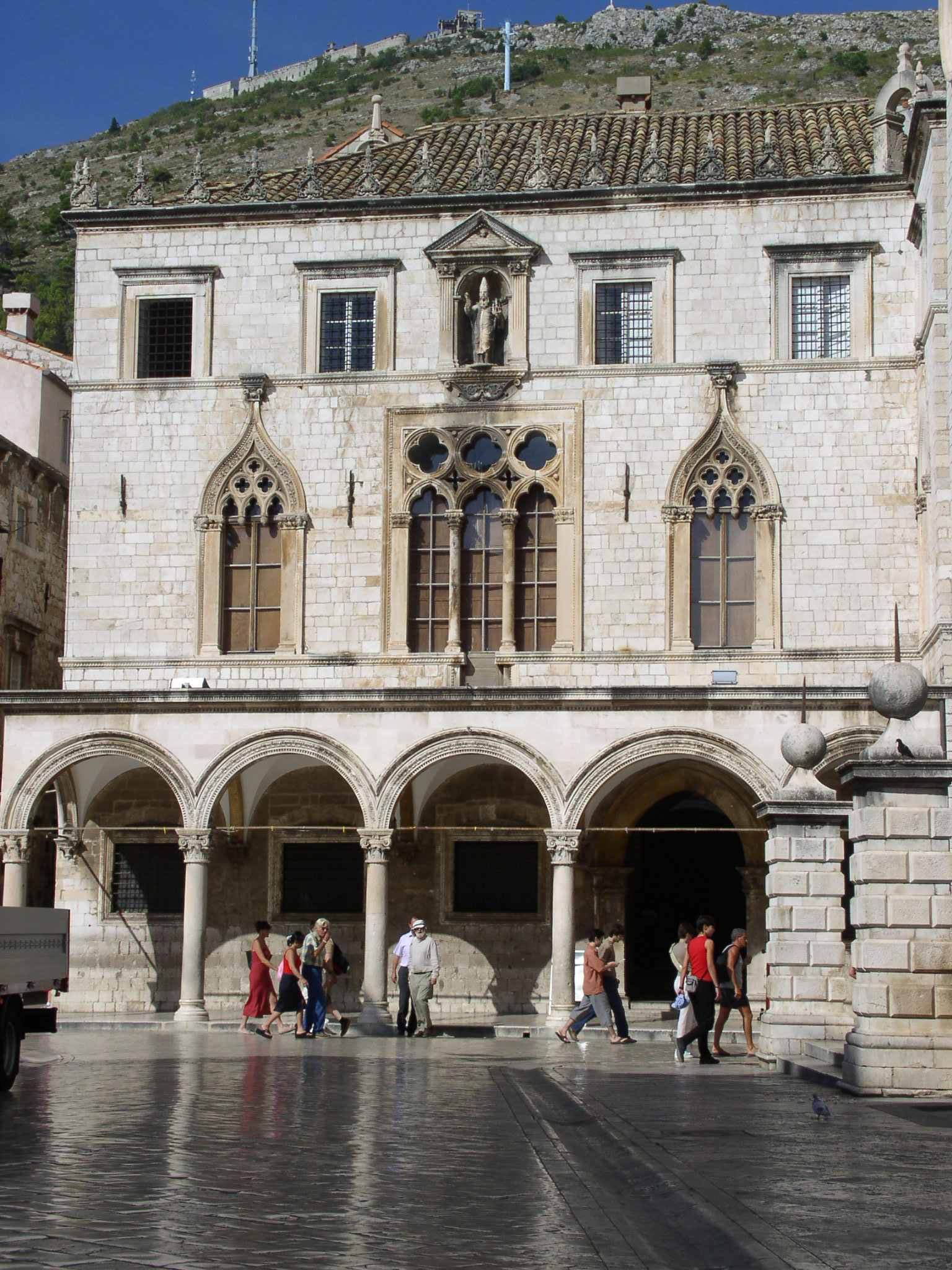
قصر سبونزا، حيث يوجد الأرشيف

أرشيف دوبروفنيك أو أرشيف الدولة في دوبروفنيك أو أرشيف ولاية دوبروفنيك (بالكرواتية: Dubrovački arhiv, Državni arhiv u Dubrovniku)‏ هو الأرشيف الوطني في دوبروفنيك في كرواتيا.   
يوجد الأرشيف اليوم في قصر سبونزا، ويحتوي على المواد التي أنشأتها الخدمة المدنية في جمهورية راغوزا، أي خدمات كتاب العدل والسكرتارية من القرن الثالث عشر، وبعد سقوط الجمهورية عام 1808، وكذلك يحوي الأرشيف الوثائق التي أنشأتها المكاتب والمؤسسات في مدينة دوبروفنيك في عهد الفرنسيين والهابسبورغ واليوغوسلافيين والكرواتيين.
الأرشيف مهم لأن جمهورية راغوزا كانت لها علاقات تجارية وسياسية مع جميع البلدان المطلة على البحر الأبيض المتوسط والجزء الداخلي من الجزء الجنوبي الشرقي من القارة الأوروبية. وعلاوة على ذلك، فإن الوثائق والسجلات المكتوبة من تلك الفترة تمثل مادة تاريخية قيمة للغاية لدراسة تاريخ كرواتيا وراغوسان، وكذلك تاريخ البلدان المجاورة. 